# Provincia ecclesiastica di Canterbury
La provincia ecclesiastica di Canterbury, informalmente conosciuta anche come provincia Meridionale, è una delle due province ecclestiche che costituiscono la Chiesa d'Inghilterra (l'altra è la provincia di York, costituita da 12 diocesi). La provincia è a sua volta costituita da 30 diocesi, arrivando così a coprire un'area pari ai due terzi dell'Inghilterra, parti del Galles, le isole del Canale, e anche alcune zone dell'Europa continentale (sotto la giurisdizione della diocesi di Gibilterra in Europa).
Il vescovo metropolita della provincia è l'arcivescovo di Canterbury che sovrintende anche alla parrocchia extraprovinciale delle isole Falkland. Anche le due diocesi extraprovinciali di Colombo e di Kurunegala, appartenenti alla Chiesa di Ceylon (la Comunione anglicana nello Sri Lanka), sono sotto la giurisdizione dell'arcivescovo di Canterbury.

## Capitolo provinciale
I vescovi della provincia sono riuniti in un capitolo, in cui i ruoli episcopali sono analoghi a quelli del capitolo di una cattedrale. 
Nel diciannovesimo secolo, l'allora arcivescovo di Canterbury, Edward White Benson, discusse con il vescovo di Winchester e con gli altri circa il ruolo dello stesso vescovo all'interno del capitolo. Come scoperto da Samuel Keershaw, bibliotecario di Lambeth Palace, in alcuni documenti dell'epoca, Benson decise che da allora in poi il vescovo di Winchester sarebbe stato il cancelliere della provincia e avrebbe, in aggiunta, ricoperto il ruolo di decano durante il periodo di sede vacante nella diocesi di Londra, il cui vescovo è il diacono della provincia, mentre il vescovo di Lincoln sarebbe stato vice-cancelliere. Dai sopraccitati documenti si evince che prima di questa decisione di Benson, il vescovo di Winchester era il sotto-diacono e quello di Lincoln il cancelliere.
Ad oggi quindi, gli ufficiali del capitolo, oltre all'arcivescovo di Canterbury (metropolita e primate), sono:
- Vescovo di Londra — Diacono
- Vescovo di Winchester — Cancelliere (Diacono durante il periodo di sede vacante della diocesi londinese)
- Vescovo di Lincoln — Vice-cancelliere
- Vescovo di Salisbury — Precentore
- Vescovo di Worcester — Cappellano
- Vescovo di Rochester — Crocifere.[5]

Durante la cerimonia di insediamento conseguente all'elezione di Justin Welby come arcivescovo di Canterbury, avvenuta il 4 febbraio 2013, le sopraelencate cariche erano ricoperta, rispettivamente da: Richard Chartres, Tim Dakin, Christopher Lowson, Nick Holtam, John Inge e James Langstaff.

## Vescovi e lord spirituali
Due vescovi della provincia di Canterbury, ossia quelli di Londra e di Winchester, unitamente all'arcivescovo di Canterbury, all'arcivescovo di York e ad un vescovo della provincia di York, nella fattispecie quello di Durham, hanno il diritto ex officio di sedere nella Camera dei Lord in qualità di lord spirituali. Gli altri ventuno seggi della Camera dei lord riservati ai lord spirituali sono invece occupati da vescovi nominati in base alla loro anzianità di servizio.

## Vescovi suffraganei
La provincia di Canterbury ha quattro vescovi suffraganei: il vescovo di Maidstonte per la diocesi di Canterbury, il vescovo di Fulham per la diocesi di Londra e i vescovi di Richborough e di Ebbsfleet che si dividono in parti uguali le rimanenti diocesi. Tale titolo, in origine riservato ai vescovi che aiutavano l'arcivescovo nell'amministrazione della diocesi di Canterbury, era caduto in disuso all'inizio del ventesimo secolo ma è stato ripristinato a tutti gli effetti nel 1994, quando la Chiesa d'Inghilterra si aprì all'episcopato femminile nominando le proprie prime donne sacerdote. Il vescovo suffraganeo acquisì quindi il titolo di visitatore episcopale provinciale, assumendo la giurisdizione su quelle parrocchie che non possono in coscienza accettare il ministero di un vescovo che sia stato coinvolto nell'ordinazione di donne sacerdote.

## Diocesi
Ad oggi le diocesi che fanno parte della provincia di Canterbury sono le seguenti:
- Arcidiocesi di Canterbury
- Diocesi di Bath e Wells
- Diocesi di Birmingham
- Diocesi di Bristol
- Diocesi di Chelmsford
- Diocesi di Chichester
- Diocesi di Coventry
- Diocesi di Derby
- Diocesi di Ely
- Diocesi di Exeter
- Diocesi di Gibilterra in Europa
- Diocesi di Gloucester
- Diocesi di Guildford
- Diocesi di Hereford
- Diocesi di Leicester
- Diocesi di Lichfield
- Diocesi di Lincoln
- Diocesi di Londra
- Diocesi di Norwich
- Diocesi di Oxford
- Diocesi di Peterborough
- Diocesi di Portsmouth
- Diocesi di Rochester
- Diocesi di St Albans
- Diocesi di St Edmundsbury e Ipswich
- Diocesi di Salisbury
- Diocesi di Southwark
- Diocesi di Truro
- Diocesi di Winchester
- Diocesi di Worcester